# Bryan González
Bryan Alejandro 'Cody' González (6 de diciembre de 1998 - 4 de enero de 2021) es un beisbolista profesional argentino que juega en la posición de C, en la Liga Venezolana de Béisbol Profesional (LVBP), con el equipo Los Leones del Caracas.

## Muerte
Cerca de las 05:30 hora mexicana del día 4 de enero de 2021, Bryan González se retiraba de la famosa fiesta patria La Serenata de Chihuahua en Chihuahua, México mientras consumía un vaso repleto de Vodka otorgado por su amigo de confianza Rodrigo Mariano Quinteros, según algunas fuentes, Bryan empezó a titubear y a exhalar hacia dentro lo que le provocó una arritmia subaguda en  el peritoneo derecho (Según la autopsia practicada por el Papa de Álvaro en el año 2021) que lo mató al instante, según Rodrigo Quinteros, único testigo del hecho, fue la peor escena de crimen que vio en su vida ya que Bryan perdió el ojo de su cuenca izquierda y se le drenó masa encefálica a través de sus orificios. Sus restos se encuentran enterrados en la casa del famoso rapero argentino CurlyBoyPah.